# Pandrup
Pandrup is een plaats en voormalige gemeente in Denemarken.

## Voormalige gemeente
De oppervlakte bedroeg 189,67 km² en de voormalige gemeente Pandrup telde 10.676 inwoners waarvan 5422 mannen en 5254 vrouwen (cijfers 2005). De gemeente hoort sinds 2007 tot de nieuw gevormde gemeente Jammerbugt.

## Plaats
De plaats Pandrup telt 2789 inwoners (2006). De plaats was begin jaren tachtig het centrum van de mobiele telefonie in Denemarken met de Nordic Mobile Telephone geproduceerd door het bedrijf Dancall.

## Geboren
- Ole Christensen (1955), politicus
- Amalie Vangsgaard (1996), voetbalster

- Library of Congress Control Number: n87882950
- MusicBrainz: dd040bc5-f639-407a-8446-8520a3705bc5
- Nationale Bibliotheek van Israël: 987007562427705171
- Virtual International Authority File: 158372521
- WorldCat: E39PBJvRRPRB78f6B8tdhkhGpP